# 孙师白
孙师白（1907年—1998年），原名浔，男，安徽安庆人，中国硫酸工业技术专家，曾任国营上海硫酸厂总工程师，第三届全国人大代表，第五届全国政协委员。